# The Inventor's Secret
The Inventor's Secret è un cortometraggio muto del 1911 diretto da Mack Sennett. Prodotto dalla Biograph Company e interpretato da Ford Sterling e Mabel Normand, il film uscì nelle sale il 23 ottobre 1911.

## Produzione
Prodotto dalla Biograph Company nel 1911.

## Distribuzione
Il film - un cortometraggio di 142,6 metri - uscì nelle sale statunitensi il 23 ottobre 1911, distribuito dalla General Film Company.  Nelle proiezioni, veniva programmato con il sistema dello split reel, accorpato in un'unica bobina con un altro cortometraggio prodotto dalla Biograph, la commedia Through His Wife's Picture.
Non si conoscono copie esistenti del film.